# OKI
OKI Printing Solutions  je společnost zabývající se výrobou tiskáren a multifunkčních zařízení. Historie společnosti sahá do roku 1881, kdy v Japonsku založil Kibataro Oki její mateřskou firmu Oki Electrics (tehdy pod názvem Meikosha Ltd.). Boom v rozvoji a prodeji svých výrobků OKI zaznamenala v 90. letech 20. století, kdy na trh uvedla výrobky, jež pracovaly s LED technologií (alternativa k laserovým modelům).

## Základní informace
V současné době má společnost OKI zastoupení ve 120 zemích světa a má čtyři regionální centrály:
- EMEA – sídlící v Londýně
- UK Americas – sídlící v Mount Laurel, New Jersey v USA
- Japan – sídlící v Tokiu v Japonsku
- Asia Pacific – sídlící v Tokiu v Japonsku

OKI zaměstnává celosvětově přes 22 000 lidí a příjmy z prodeje v roce 2008 dosáhly 1,63 mld. dolarů. OKI Printing Solutions vyrábí barevné a černobílé tiskárny, multifunkční zařízení, jehličkové tiskárny a faxy. Většina jejích produktů však nachází uplatnění hlavně v kancelářích firem a podniků.

## Historie
Když v roce 1881 založil Kibataro Oki společnost Meikosha Ltd. (později přejmenovanou na Oki Electric), firma se usadila v pronajatém dvoupatrovém kancelářském bloku v srdci Tokia. Její zakladatel, povoláním stříbrotepec, byl nadšenec do technických vynálezů a věřil, že Japonsko stojí na prahu nového věku – věku komunikací.

### Éra telefonů
Krátce po založení firmy představil Oki-san jeden z prvních velkých vynálezů – zařízení Microsound, což byl telefon „edisonovského“ typu, který měl mikrofon s uhlíkovým práškem namísto uhlíkových tyčinek, které využívali konkurenční výrobci. Výsledkem této inovace byla lepší citlivost a kvalita zvuku. Tento vynález přinesl zakladateli firmy druhé místo na 2. národní průmyslové výstavě v Japonsku.
Dalším vynálezem byl lakem izolovaný drát, který nahrazoval dosud používaný drát s hedvábnou nebo bavlněnou izolací, který Kibataro Oki představil na Mezinárodní výstavě vynálezů konané v Londýně v roce 1885.
O tři roky později se zrodila značka OKI, když se Meikosha změnila na Oki Electric Works. Věhlas si nová společnost získala v Japonsku záhy. Když na začátku 90. let 19. století nainstalovala telefonní linky, které umožnily komunikaci mezi prvním a dvanáctým patrem v Ryounkaku, což byla tehdy nejvyšší budova v Japonsku, postavená podle vzoru Eiffelovy věže. Než Kibataro Oki v roce 1906 zemřel, byla již jeho společnost úspěšným telekomunikačním výrobcem.

### Éra počítačů
V šedesátých letech 20. století nastal zásadní obrat v zájmech společnosti. OKI se vrhla probádat nové možnosti a rozhodla se soustředit úsilí na poli elektroniky. Stačil jí rok, aby vyvinula svůj první elektronický počítač OKITAC-5090. Byl to první v Japonsku vyráběný počítač, který používal paměť z feritových jader. V roce 1964 pak světlo světa spatřila první sériová jehličková tiskárna. Za tři roky vývojové centrum OKI slavilo další úspěch. Společnost Fuji Bank nainstalovala svůj on-line systém spořitelních účtů s použitím terminálů OKISAVER. V stejném roce (1970), kdy společnost IBM začala účtovat zvlášť za hardware a software, založila Oki Electric softwarové oddělení, jelikož do té doby byla běžná praxe, že si každá divize psala svůj vlastní software.

### Éra tiskáren a revoluční objev LED technologie
Postupem času se stále více začínaly prosazovat inovace v oblasti tiskáren. V roce 1972 zavedla OKI řádkovou tiskárnu DP100 jako periferii pro malé a střední počítače. V tomto období také nebývale narostl export tiskáren do světa. DP100 se prodávala i v USA. Spojené státy dobýval v téže době i dálnopis MT100 s jehličkovou tiskárnou. Ten byl následně exportován do zemí v jihovýchodní Asii a států Středního východu.
Na další zásadní objev v technologii si musela OKI počkat do 90. let, kdy její inženýři vyvinuli revoluční LED technologii (technologii s použitím světelných diod), která je svou kvalitou tisku a technologií řazena vedle technologie laserové. LED technologie má řadu výhod, jelikož přesnější zdroj světla vede k vyšší kvalitě tištěné grafiky. Navíc rychlost tisku na rozdíl od laserových tiskáren není u LEDkových přístrojů závislá na rozlišení, a proto při větším rozlišení rychlost tisku neklesá. Není totiž třeba rozmítat laserový paprsek, osvit je řešen prostřednictvím LED diod.
V současné době většina tiskáren, multifunkcí i faxů značky OKI používá vylepšenou víceúrovňovou digitální LED technologii.

## Výrobky
Během své mnohaleté historie společnost OKI vyvinula mnoho různorodých výrobků. V začátcích se kromě telefonů a izolovaných drátů firma věnovala také výrobě a instalaci elektrických zvonků a bleskosvodů. S érou počítačů přišly dálnopisy, elektronické ústředny, tiskárny a faxy. Právě poslední dva produkty se úspěšně prodávají až dodnes.
V současnosti OKI Printing Solutions nabízí barevné a černobílé tiskárny, multifunkční zařízení, faxy, jehličkové a řádkové tiskárny.

## OKI v České republice a na Slovensku
Společnost OKI působí v České republice a na Slovensku prostřednictvím své pobočky Oki Systems (Czech and Slovak), s.r.o. Tato firma se v roce 2009 umístila na 81. místě v anketě Českých 100 nejlepších.
Značka OKI dosáhla podle nezávislých dat společnosti IDC v roce 2008 v České republice dle počtu prodaných kusů těchto výsledků:
- místo v oblasti barevných laserových/LED tiskáren formátu A3 s tržním podílem 45,8 %
- místo v segmentu rychlých barevných laserových/LED tiskáren formátu A4 (s rychlostí tisku 11 a více barevných str./min.) s 15,9% podílem na trhu
- místo v segmentu rychlých barevných MFP formátu A4 (s rychlostí 11 a více barevných str./min.) s podílem 28,3 %

Konkurenty OKI jsou výrobci tiskáren a multifunkcí Brother, Canon, Epson, HP, Konica Minolta, Kyocera Mita, Lexmark a Xerox.